# Interior Gateway Routing Protocol
L'Interior Gateway Routing Protocol (IGRP) è un protocollo di routing di tipo distance vector IGP proprietario, inventato da Cisco, usato dai router per scambiarsi informazioni di routing dentro un cosiddetto sistema autonomo.

## Caratteristiche
IGRP fu creato per superare i limiti del RIP (hop count massimo di 15 e singola metrica di routing) quando veniva usato in reti di grandi dimensioni. IGRP supporta metriche multiple per ogni percorso: larghezza di banda, carico della linea, ritardo e affidabilità; per comparare due percorsi combina queste metriche in una sola metrica usando una formula con costanti predefinite. Il massimo di hop count è 255.

## Evoluzione
Il suo successore è Enhanced Interior Gateway Routing Protocol (EIGRP), un protocollo di routing distance-vector routing che usa molte funzionalità dei protocolli link-state protocols.